# Rebin Sulaka
Rebin Sulaka (in arabo ريبين سولاقا‎?; Ankawa, 12 aprile 1992) è un calciatore iracheno, difensore del Sciaffusa e della nazionale irachena.

## Carriera

### Club

#### Eskilstuna City
Sulaka ha cominciato la carriera con la maglia dell'Eskilstuna City. Ha debuttato in squadra nel corso del 2009, con il club militante nella Division 2. Nel 2011, ha contribuito alla promozione dell'Eskilstuna City in Division 1. Rimasto in squadra sino al 2012, ha totalizzato complessivamente 57 presenze e 4 reti in campionato.

#### Dalkurd
Nel 2013, Sulaka si è trasferito al Dalkurd. L'esordio in campionato è arrivato il 14 aprile, nel pareggio interno per 1-1 contro l'IFK Luleå. Tra campionato e play-off, Sulaka ha totalizzato 23 presenze ed una rete. In quella stagione, la sua squadra ha raggiunto i play-off, mediante i quali ha conquistato la promozione in Superettan.

#### Ljungskile
Il 22 gennaio 2014, il Ljungskile ha confermato l'ingaggio di Sulaka, che si è legato al nuovo club con un contratto triennale. Ha disputato il primo match in squadra il 1º marzo, impiegato da titolare nella sconfitta per 1-0 sul campo dell'Helsingborg, nella Svenska Cupen. Il 6 aprile successivo è arrivato poi l'esordio in campionato, nella vittoria per 1-0 sull'Östersund. In quella stagione ha totalizzato 20 presenze in campionato e ha contribuito al raggiungimento dei play-off per determinare la promozione, culminati con una sconfitta del suo Ljungskile.

#### Syrianska
Il 17 febbraio 2015, il Syrianska ha tesserato ufficialmente Sulaka. Ha debuttato con questa casacca il 28 febbraio seguente, in occasione della sconfitta per 3-0 maturata sul campo dell'Halmstad, in una sfida valida per la Svenska Cupen 2014-2015. La prima gara in campionato è arrivata il 16 maggio, con Sulaka che ha sostituito Sonny Karlsson nello 0-0 contro l'IFK Värnamo.

#### AFC United
L'11 agosto 2015, Sulaka è passato ufficialmente all'AFC United con la formula del prestito. Ha esordito con questa maglia il 23 agosto successivo, subentrando ad Omar Jawo nel pareggio a reti inviolate contro il Mjällby. È rimasto in squadra sino al termine della stagione, totalizzando 5 presenze e contribuendo all'8º posto finale dell'AFC United.

#### Elverum
Il 28 marzo 2016, i norvegesi dell'Elverum ha firmato ufficialmente un contratto con il club, militante in 2. divisjon. Ha esordito in squadra il 9 aprile successivo, schierato titolare nella vittoria per 0-4 sul campo del Brumunddal. Il 7 agosto ha trovato la prima rete, nel successo casalingo per 4-0 sul Molde 2. Ha contribuito alla promozione in 1. divisjon dell'Elverum.
Il 18 gennaio 2017 ha rinnovato il contratto che lo legava al club per un'ulteriore stagione.

#### Al-Markhiya
Il 9 luglio 2017, l'Elverum ha reso nota la sua cessione a titolo definitivo ai qatarioti dell'Al-Markhiya: ha scelto di vestire la maglia numero 4.

### Nazionale
Sulaka gioca per l'Iraq. Ha esordito l'11 giugno 2015, in occasione di un'amichevole persa per 4-0 contro il Giappone a Yokohama, in cui è stato schierato titolare.
Si ritira dalla nazionale nel 2019. Poi torna dopo la convocazione per la Coppa d'Asia del 2023.

## Statistiche

### Presenze e reti nei club
Statistiche aggiornate al 9 luglio 2017.
| Stagione               | Club                   | Campionato             | Campionato | Campionato | Coppe nazionali | Coppe nazionali | Coppe nazionali | Coppe continentali | Coppe continentali | Coppe continentali | Supercoppe | Supercoppe | Supercoppe | Totale | Totale |
| Stagione               | Club                   | Comp                   | Pres       | Reti       | Comp            | Pres            | Reti            | Comp               | Pres               | Reti               | Comp       | Pres       | Reti       | Pres   | Reti   |
| ---------------------- | ---------------------- | ---------------------- | ---------- | ---------- | --------------- | --------------- | --------------- | ------------------ | ------------------ | ------------------ | ---------- | ---------- | ---------- | ------ | ------ |
| 2009                   | Eskilstuna City        | D2                     | 4          | 0          | CS              | ?               | ?               | -                  | -                  | -                  | -          | -          | -          | 4+     | 0+     |
| 2010                   | Eskilstuna City        | D2                     | 9          | 0          | CS              | ?               | ?               | -                  | -                  | -                  | -          | -          | -          | 9+     | 0+     |
| 2011                   | Eskilstuna City        | D2                     | 22         | 0          | CS              | ?               | ?               | -                  | -                  | -                  | -          | -          | -          | 22+    | 0+     |
| 2012                   | Eskilstuna City        | D2                     | 22         | 4          | CS              | ?               | ?               | -                  | -                  | -                  | -          | -          | -          | 22+    | 4+     |
| Totale Eskilstuna City | Totale Eskilstuna City | Totale Eskilstuna City | 57         | 4          |                 | ?               | ?               |                    | -                  | -                  |            | -          | -          | 57+    | 4+     |
| 2013                   | Dalkurd                | D1                     | 21+2       | 0+1        | CS              | ?               | ?               | -                  | -                  | -                  | -          | -          | -          | 23+    | 1+     |
| 2014                   | Ljungskile             | S                      | 20+1       | 0          | CS              | 4               | 0               | -                  | -                  | -                  | -          | -          | -          | 25     | 0      |
| feb.-ago. 2015         | Syrianska              | S                      | 9          | 0          | CS              | 2               | 0               | -                  | -                  | -                  | -          | -          | -          | 11     | 0      |
| ago.-dic. 2015         | AFC United             | S                      | 5          | 0          | CS              | 1               | 0               | -                  | -                  | -                  | -          | -          | -          | 6      | 0      |
| 2016                   | Elverum                | 2D                     | 24         | 1          | CN              | 1               | 0               | -                  | -                  | -                  | -          | -          | -          | 25     | 1      |
| gen.-lug. 2017         | Elverum                | 1D                     | 11         | 0          | CN              | 1               | 0               | -                  | -                  | -                  | -          | -          | -          | 12     | 0      |
| Totale Elverum         | Totale Elverum         | Totale Elverum         | 35         | 1          |                 | 2               | 0               |                    | -                  | -                  |            | -          | -          | 37     | 1      |
| 2017-2018              | Al-Markhiya            | SL                     | 0          | 0          | CQ              | 0               | 0               | -                  | -                  | -                  | -          | -          | -          | 0      | 0      |
| Totale                 | Totale                 | Totale                 | 147+3      | 5+1        |                 | 9+              | 0+              |                    | -                  | -                  |            | -          | -          | 159+   | 6+     |

### Cronologia presenze e reti in Nazionale
| Cronologia completa delle presenze e delle reti in nazionale ― Iraq | Cronologia completa delle presenze e delle reti in nazionale ― Iraq | Cronologia completa delle presenze e delle reti in nazionale ― Iraq | Cronologia completa delle presenze e delle reti in nazionale ― Iraq | Cronologia completa delle presenze e delle reti in nazionale ― Iraq | Cronologia completa delle presenze e delle reti in nazionale ― Iraq | Cronologia completa delle presenze e delle reti in nazionale ― Iraq | Cronologia completa delle presenze e delle reti in nazionale ― Iraq |
| Data                                                                | Città                                                               | In casa                                                             | Risultato                                                           | Ospiti                                                              | Competizione                                                        | Reti                                                                | Note                                                                |
| ------------------------------------------------------------------- | ------------------------------------------------------------------- | ------------------------------------------------------------------- | ------------------------------------------------------------------- | ------------------------------------------------------------------- | ------------------------------------------------------------------- | ------------------------------------------------------------------- | ------------------------------------------------------------------- |
| 11-6-2015                                                           | Yokohama                                                            | Giappone                                                            | 4 – 0                                                               | Iraq                                                                | Amichevole                                                          | -                                                                   |                                                                     |
| 6-11-2016                                                           | Amman                                                               | Giordania                                                           | 0 – 0                                                               | Iraq                                                                | Amichevole                                                          | -                                                                   |                                                                     |
| 18-3-2017                                                           | Teheran                                                             | Iran                                                                | 0 – 1                                                               | Iraq                                                                | Amichevole                                                          | -                                                                   | Uscita                                                              |
| 23-3-2017                                                           | Teheran                                                             | Iraq                                                                | 1 – 1                                                               | Australia                                                           | Qual. Mondiali 2018                                                 | -                                                                   | 75’                                                                 |
| 28-3-2017                                                           | Gedda                                                               | Arabia Saudita                                                      | 1 – 0                                                               | Iraq                                                                | Qual. Mondiali 2018                                                 | -                                                                   |                                                                     |
| 7-6-2017                                                            | Ras al-Khaima                                                       | Iraq                                                                | 0 – 0                                                               | Corea del Sud                                                       | Amichevole                                                          | -                                                                   |                                                                     |
| 13-6-2017                                                           | Teheran                                                             | Iraq                                                                | 1 – 1                                                               | Giappone                                                            | Qual. Mondiali 2018                                                 | -                                                                   | 7’                                                                  |
| 5-9-2017                                                            | Amman                                                               | Iraq                                                                | 1 – 0                                                               | Emirati Arabi Uniti                                                 | Qual. Mondiali 2018                                                 | -                                                                   |                                                                     |
| 5-10-2017                                                           | Bassora                                                             | Iraq                                                                | 2 – 1                                                               | Kenya                                                               | Amichevole                                                          | -                                                                   | 70’                                                                 |
| 13-11-2017                                                          | Bassora                                                             | Iraq                                                                | 1 – 1                                                               | Siria                                                               | Amichevole                                                          | -                                                                   |                                                                     |
| 26-12-2017                                                          | Al-Kuwait                                                           | Iraq                                                                | 2 – 1                                                               | Qatar                                                               | Gulf Cup 2017-2018 - 1º turno                                       | -                                                                   | 45+2’ 46’                                                           |
| 21-3-2018                                                           | Bassora                                                             | Iraq                                                                | 2 – 3                                                               | Qatar                                                               | Amichevole                                                          | -                                                                   |                                                                     |
| 10-9-2018                                                           | Al-Farwaniyya                                                       | Kuwait                                                              | 2 – 2                                                               | Iraq                                                                | Amichevole                                                          | -                                                                   | 78’                                                                 |
| 11-10-2018                                                          | Riad                                                                | Iraq                                                                | 0 – 4                                                               | Argentina                                                           | Amichevole                                                          | -                                                                   | 77’                                                                 |
| 15-10-2018                                                          | Riad                                                                | Arabia Saudita                                                      | 1 – 1                                                               | Iraq                                                                | Amichevole                                                          | -                                                                   |                                                                     |
| 24-12-2018                                                          | Doha                                                                | Iraq                                                                | 2 – 1                                                               | Cina                                                                | Amichevole                                                          | -                                                                   |                                                                     |
| 12-1-2019                                                           | Sharjah                                                             | Yemen                                                               | 0 – 3                                                               | Iraq                                                                | Coppa d'Asia 2019 - 1º turno                                        | -                                                                   |                                                                     |
| 22-1-2019                                                           | Abu Dhabi                                                           | Qatar                                                               | 1 – 0                                                               | Iraq                                                                | Coppa d'Asia 2019 - Ottavi di finale                                | -                                                                   | 71’                                                                 |
| 20-3-2019                                                           | Bassora                                                             | Iraq                                                                | 1 – 0                                                               | Siria                                                               | Amichevole                                                          | -                                                                   |                                                                     |
| 26-3-2019                                                           | Bassora                                                             | Iraq                                                                | 1 – 0                                                               | Siria                                                               | Amichevole                                                          | -                                                                   | 7’ (aut.)                                                           |
| 9-9-2019                                                            | Amman                                                               | Iraq                                                                | 0 – 0                                                               | Uzbekistan                                                          | Amichevole                                                          | -                                                                   | 81’                                                                 |
| 14-11-2019                                                          | Amman                                                               | Iraq                                                                | 2 – 1                                                               | Iran                                                                | Qual. Mondiali 2022                                                 | -                                                                   |                                                                     |
| 19-11-2019                                                          | Amman                                                               | Iraq                                                                | 0 – 0                                                               | Bahrein                                                             | Qual. Mondiali 2022                                                 | -                                                                   |                                                                     |
| 12-1-2021                                                           | Dubai                                                               | Emirati Arabi Uniti                                                 | 0 – 0                                                               | Iraq                                                                | Amichevole                                                          | -                                                                   |                                                                     |
| 11-11-2021                                                          | Doha                                                                | Iraq                                                                | 1 – 1                                                               | Siria                                                               | Qual. Mondiali 2022                                                 | -                                                                   |                                                                     |
| 16-11-2021                                                          | Doha                                                                | Iraq                                                                | 0 – 3                                                               | Corea del Sud                                                       | Qual. Mondiali 2022                                                 | -                                                                   |                                                                     |
| 3-12-2021                                                           | Doha                                                                | Bahrein                                                             | 0 – 0                                                               | Iraq                                                                | Coppa Araba 2021 - 1º turno                                         | -                                                                   |                                                                     |
| 6-12-2021                                                           | Al Khawr                                                            | Qatar                                                               | 3 – 0                                                               | Iraq                                                                | Coppa Araba 2021 - 1º turno                                         | -                                                                   |                                                                     |
| 7-9-2023                                                            | Chiang Mai                                                          | Iraq                                                                | 2 – 2                                                               | India                                                               | Amichevole                                                          | -                                                                   |                                                                     |
| 10-9-2023                                                           | Chiang Mai                                                          | Thailandia                                                          | 2 – 2                                                               | Iraq                                                                | Amichevole                                                          | -                                                                   |                                                                     |
| 13-10-2023                                                          | Amman                                                               | Iraq                                                                | 0 – 0                                                               | Qatar                                                               | Amichevole                                                          | -                                                                   |                                                                     |
| 17-10-2023                                                          | Amman                                                               | Giordania                                                           | 2 – 2                                                               | Iraq                                                                | Amichevole                                                          | -                                                                   | 52’                                                                 |
| 16-11-2023                                                          | Bassora                                                             | Iraq                                                                | 5 – 1                                                               | Indonesia                                                           | Qual. Mondiali 2026                                                 | -                                                                   |                                                                     |
| 21-11-2023                                                          | Hanoi                                                               | Vietnam                                                             | 0 – 1                                                               | Iraq                                                                | Qual. Mondiali 2026                                                 | -                                                                   |                                                                     |
| 15-1-2024                                                           | Al Rayyan                                                           | Indonesia                                                           | 1 – 3                                                               | Iraq                                                                | Coppa d'Asia 2023 - 1º turno                                        | -                                                                   | 88’                                                                 |
| 19-1-2024                                                           | Al Rayyan                                                           | Iraq                                                                | 2 – 1                                                               | Giappone                                                            | Coppa d'Asia 2023 - 1º turno                                        | -                                                                   |                                                                     |
| 24-1-2024                                                           | Al Rayyan                                                           | Iraq                                                                | 3 – 2                                                               | Vietnam                                                             | Coppa d'Asia 2023 - 1º turno                                        | 1                                                                   |                                                                     |
| 29-1-2024                                                           | Al Rayyan                                                           | Iraq                                                                | 2 – 3                                                               | Giordania                                                           | Coppa d'Asia 2023 - Ottavi di finale                                | -                                                                   |                                                                     |
| 21-3-2024                                                           | Bassora                                                             | Iraq                                                                | 1 – 0                                                               | Filippine                                                           | Qual. Mondiali 2026                                                 | -                                                                   |                                                                     |
| 26-3-2024                                                           | Manila                                                              | Filippine                                                           | 0 – 5                                                               | Iraq                                                                | Qual. Mondiali 2026                                                 | -                                                                   |                                                                     |
| Totale                                                              |                                                                     | Presenze                                                            | 40                                                                  |                                                                     | Reti                                                                | 1                                                                   |                                                                     |